# Вершинино (село, Алтайский край)
Верши́нино — село в Троицком районе Алтайского края. Входит в состав Зелёнополянского сельсовета.

## География
Село находится в восточной части Алтайского края, у границы с Зональным районом, на берегах озера Уткуль, у автодороги регионального значения 01К-58.

### Климат
Климат характеризуется как континентальный, с продолжительной холодной зимой и коротким тёплым летом. Средняя температура самого тёплого месяца (июля) составляет 19 °С. Средняя температура самого холодного месяца (января) — −18 °С (абсолютный минимум — −50 °С). Годовое количество осадков — 300—350 мм. Продолжительность периода с устойчивым снежным покровом составляет 160 −170 дней.

## История
Основано в 1853 году. В 1928 году деревня Вершинина состояла из 206 хозяйств, основное население — русские. В административном отношении являлась центром Вершининского сельсовета Больше-Реченского района Бийского округа Сибирского края.

## Население
| 1926 | 1997 | 1998 | 1999 | 2000 | 2001 | 2002 | 2003 | 2004 |
| ---- | ---- | ---- | ---- | ---- | ---- | ---- | ---- | ---- |
| 969  | ↘414 | ↘394 | →394 | ↘376 | ↘372 | ↘356 | ↗374 | ↘366 |
| 2005 | 2006 | 2007 | 2008 | 2009 | 2010 | 2011 | 2012 | 2013 |
| ↘325 | ↘299 | ↗307 | ↘302 | →302 | ↘288 | ↘286 | ↗295 | ↗301 |

### Национальный состав
Согласно результатам переписи 2002 года, в национальной структуре населения русские составляли 98 %.

## Инфраструктура
В селе функционируют общеобразовательная школа (филиал МБОУ Боровлянская СОШ) и пристань.